# Världscupen i rodel 1977/1978
 Världscupen i rodel 1977/1978 åktes 3 december 1977-5 mars 1977, och både inleddes och avslutades i västtyska Königssee.

## Världscupdeltävlingar
| Tävling | Etta         | Tvåa         | Trea                       |
| --- | ------------ | ------------ | -------------------------- |
| Königssee, Västtyskland (Damer – Singel und Herrar – Dubbel: 3-4 december 1977 – Herrar – Singel: 20 december 1977) |              |              |                            |
| Damer – Singel | Västtyskland | Västtyskland | Västtyskland               |
| Herrar – Singel | Italien      | Västtyskland | Italien                    |
| Herrar – Dubbel | Italien      | Västtyskland | Västtyskland               |
| Igls, Österrike (28-29 januari 1978)                                                                                |              |              |                            |
| Damer – Singel | Västtyskland | Västtyskland | Västtyskland               |
| Herrar – Singel | Italien      | Västtyskland | Italien                    |
| Herrar – Dubbel | Västtyskland | Västtyskland | Österrike                  |
| Hammarstrand, Sverige (4-5 februari 1978)                                                                           |              |              |                            |
| Damer – Singel | Östtyskland  | Östtyskland  | Västtyskland Sovjetunionen |
| Herrar – Singel | Östtyskland  | Östtyskland  | Västtyskland               |
| Herrar – Dubbel | Östtyskland  | Italien      | Östtyskland                |
| Königssee, Västtyskland (4-5 mars 1978)                                                                             |              |              |                            |
| Damer – Singel | Östtyskland  | Östtyskland  | Österrike                  |
| Herrar – Singel | Östtyskland  | Östtyskland  | Västtyskland               |
| Herrar – Dubbel | Västtyskland | Östtyskland  | Italien                    |

## Slutställning
| Tävling         | Etta         | Tvåa         | Trea                   |
| --------------- | ------------ | ------------ | ---------------------- |
| Damer – Singel  | Västtyskland | Västtyskland | Österrike Östtyskland  |
| Herrar – Singel | Västtyskland | Italien      | Österrike Västtyskland |
| Herrar – Dubbel | Italien      | Västtyskland | Västtyskland           |